# 肉色马铃苣苔
肉色马铃苣苔（学名：[Oreocharis cinnamomea] 错误：{{Lang}}：文本有斜体标记（帮助））为苦苣苔科马铃苣苔属下的一个种。

## 扩展阅读
- 維基物種上的相關：肉色马铃苣苔